# La Celia
La Celia è un comune della Colombia facente parte del dipartimento di Risaralda.
L'abitato venne fondato da un gruppo di coloni tra il 1903 e il 1905, mentre l'istituzione del comune è del 30 novembre 1959.